# Tour della selezione di rugby a 15 del World XV 1992
Il Tour della selezione di rugby a 15 del World XV 1992 è stato un tour della selezione internazionale denominato World XV che ha visitato la Nuova Zelanda nell'aprile del 1992.

## Storia
Il tour fu organizzato in occasione del centesimo anniversario della fondazione della federazione rugbistica neozelandese che, nell'occasione, ospitò anche il meeting annuale della International Rugby Football Board che deliberò, tra le altre cose, l'incremento del valore della meta a 5 punti.
Gli All Blacks vinsero la serie 2-1 ma ci fu una certa sorpresa poiché nel primo incontro la selezione mondiale riuscì ad imporsi 28-14, cogliendo la prima vittoria della sua storia in un incontro internazionale dopo una serie di sei sconfitte consecutive..

## Risultati
| Arbitro: | Derek Bevan |

|                          |      |                                    |
| Turner 64’ Tuigamala 73’ | mt   | 26’, 35’ P. Hendriks 47’ Knoetze   |
|                          | tr   | 26’, 35’ D. Camberabero            |
| Fox 9’, 42’              | c.p. | 44’ G. Hastings 80’ D. Camberabero |
|                          | drop | 31’, 49’ D. Camberabero            |

| Arbitro: | Dave Bishop |

|                                                                                            |    |                                                                       |
| Cooper 2’, 41’ Loe 12’, 70’ Pene 15’ Clarke 25’, 56’ Tuigamala 27’ Larsen 40’ Strachan 45’ | mt | 30’ Y. Yoshida 43’ Eales 59’ Cécillon 62’ P. Hendriks 72’ G. Hastings |
| Cooper 2’, 12’, 15’, 27’, 45’, 56’ Fox 70’                                                 | tr | 30’, 43’, 59’ N. Botha                                                |

| Arbitro: | Derek Bevan |

|                                        |      |                        |
| Pene 44’ Kirwan 53’ Loe 59’ Clarke 77’ | mt   | 62’ Fatialofa          |
| Cooper 59’, 77’                        | tr   | 62’ N. Botha           |
| Cooper 11’, 40’                        | c.p. | 15’, 23’, 32’ N. Botha |